# ملا محمد غوث
ملا محمد غوث سیاستمدار اهل افغانستان است. وی جزء گروه فرماندهی طالبان هنگام حکومت در سال های ۱۹۹۶ تا ۲۰۰۱ بود. وی به حیث وزیر امور خارجه امارت اسلامی افغانستان از سپتامبر ۱۹۹۶ تا ۱۹۹۷ مشغول به کار بود.